# Vince de Lange
Vince de Lange (Assen, 8 april 1965) is een Nederlandse atletiektrainer en -coach. Hij is werkzaam als bondscoach meerkamp bij de Atletiekunie en is trainer/coach van onder meer de tienkampers Eelco Sintnicolaas, Pieter Braun en Loek van Zevenbergen en de sprinter Patrick van Luijk.

## Het begin
In de jaren tachtig volgde De Lange een lerarenopleiding aan de Academie voor Lichamelijke Opvoeding in Groningen (ALO, tegenwoordig onderdeel van de Hanzehogeschool). Tijdens die studie groeide zijn belangstelling voor het geven van sporttrainingen. Alle tijd die hij daarvoor beschikbaar had, werd in de bibliotheek doorgebracht om meer kennis te vergaren over alles wat met trainen te maken had. Met zijn ALO-diploma op zak ging hij doen wat op dat moment van hem werd verwacht: als docent Lichamelijke Opvoeding lesgeven aan scholen. Maar daarnaast ging hij zich steeds meer richten op het trainen en coachen van atleten. Hij werd trainer bij de Asser Atletiek Combinatie (AAC '61, tegenwoordig de Asser Atletiek- en Triathlonvereniging) en werkte daar onder meer met Timothy Beck, Bart Bennema (nu zelf coach van atlete Dafne Schippers), Chiel Warners, Edwin van Calker en Arnold van Calker.

## De weg omhoog
In 1992 was De Lange als toeschouwer aanwezig op de Olympische Spelen in Barcelona. Zoals hij in interviews en presentaties heeft laten doorschemeren, werd hem daar duidelijk dat hij 'top-coach' wilde worden en als zodanig op de Olympische Spelen wilde staan.
In 1993 werd hij bondstrainer en bondscoach bij de Atletiekunie (toen nog Koninklijke Nederlandse Atletiek Unie, KNAU). Zijn band met AAC '61 liet hem echter niet los en tot 2002 heeft hij daar atleten getraind en gecoacht.

## Bobsleeën en skeleton
Een aantal atleten van AAC '61 stapte eind jaren negentig over naar het bobsleeën. Timothy Beck, Arnold van Calker en Edwin van Calker gingen deel uitmaken van het bobsleeteam van Arend Glas. De Lange werd gevraagd trainer/coach daarvan te worden. Dit resulteerde onder andere in deelname aan de Olympische Winterspelen van 2002 in Salt Lake City en aan die van 2006 in Turijn.
De werkwijze van De Lange sloeg aan en al snel ging hij ook werken met het bobsleeteam Jurg, de skeletonner Peter van Wees en de Bob en Slee Bond Nederland.

## Topsportcoördinator en technisch directeur
Niet bang en zeer geïnteresseerd om nog verder over de sportgrenzen te kijken accepteerde De Lange vervolgens aanbiedingen van andere Nederlandse sportbonden. Hij werd enige tijd topsportcoördinator (later technisch directeur) van de Nederlandse Waterski- & Wakeboard Bond en van de Taekwondo Bond Nederland.

## Terug naar de atletiek
Het coachen liet De Lange echter niet los. In 2005 kwam hij in contact met tienkamper Eelco Sintnicolaas en ging hem trainen en coachen. De sindsdien bereikte successen met hem en diens overstap naar fulltime atletiek gaven ook De Lange de mogelijkheid zich weer volledig aan training en coaching in de atletiek te gaan wijden. In interviews heeft hij meermalen geuit dat meerkampers op internationaal niveau alle tijd en aandacht van hun begeleiders nodig hebben en dat kon hij nu in de praktijk brengen.
Sinds 2011 is De Lange weer bondscoach meerkamp bij de Atletiekunie. In 2012 was hij opnieuw aanwezig op de Olympische Spelen, nu in Londen als coach van Sintnicolaas. En in 2015 plaatsten twee van zijn tienkampers, opnieuw Sintnicolaas en ook Pieter Braun, zich voor de Olympische Spelen van 2016 in Rio de Janeiro.

## Continue verbetering
De Lange staat erom bekend een zeer brede kijk te hebben op aspecten die de prestaties van atleten kunnen verbeteren. Zo is hij onder andere betrokken bij onderzoek naar een nieuw soort polsstokken, de toepassing van nanotechnologie en de voorspelbaarheid van resultaten van trainingseenheden van de tienkamp. Nieuwe technieken, procedures en ontwikkelingen probeert hij waar relevant en zinvol te integreren in zijn training en coaching.
Wat De Lange zichzelf in Barcelona had voorgenomen, heeft hij allang bereikt. Maar dat weerhoudt hem er niet van verder te gaan. Voor zover de tijd dat toelaat, blijft hij bezig met het bijspijkeren van zijn deskundigheden. Een toepasselijke uitspraak van hem daarover is te vinden op de website van de Atletiekunie: "Altijd op zoek naar kennis en manieren om mijn atleten en mijzelf beter te maken. Als coach wil ik de absolute top bereiken. Maar niemand weet wat de top voor coaches is..."